# Higiénia

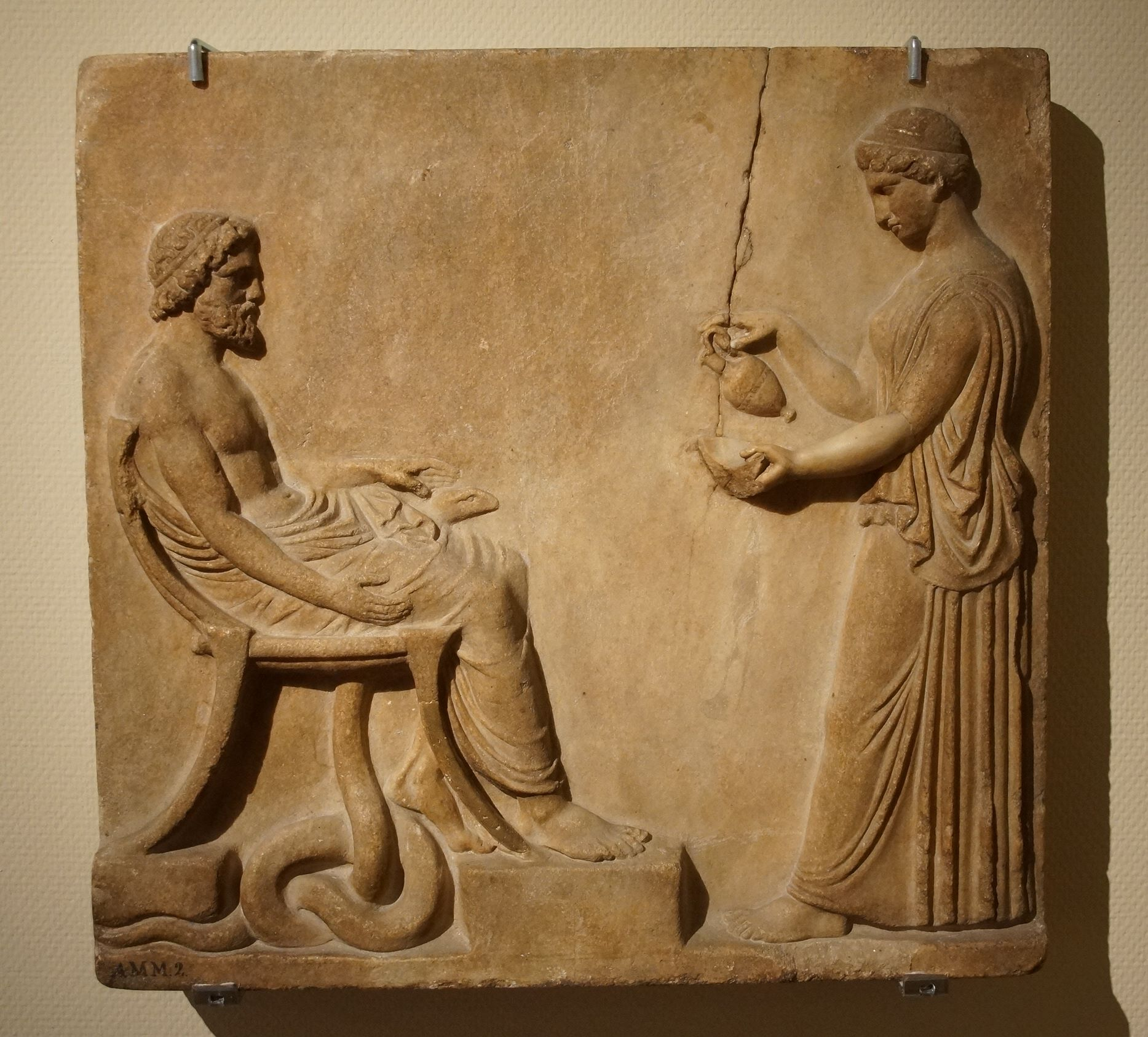
Ókori dombormű ábrázolás, Aszklépiosz a gyógyítás istene és Hügieia a tisztaság és a közegészségügy istennője, akit az ókori művészet szép fiatal lányként ábrázol

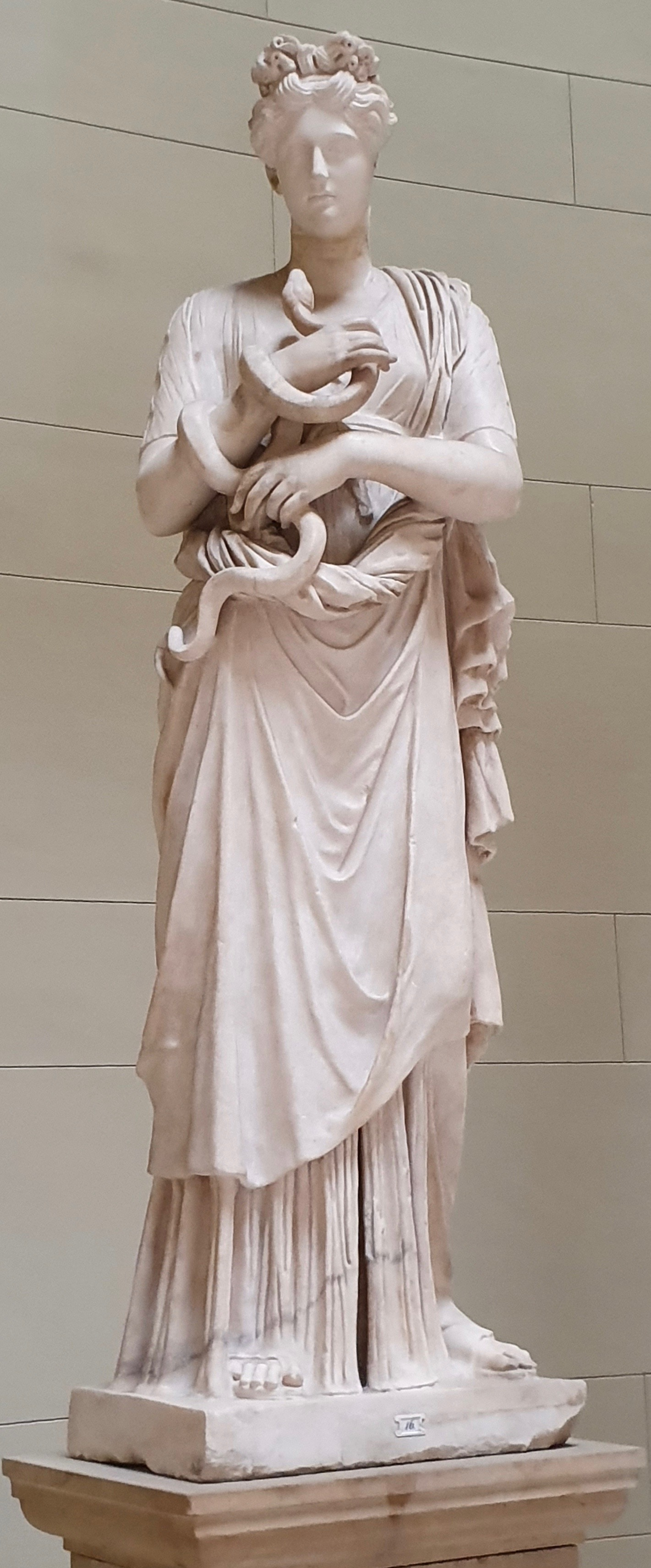
Hügieia szobra, a karjára tekerődző kígyó képében apja, Aszklépiosz aki a gyógyítás római istene

A higiénia az orvostudomány egyik ága, vizsgálja a környezet, az élet- és munkakörülmények hatását az emberi szervezetre. Megjelöli a lakóhellyel, munkahellyel, élelmezéssel és életmóddal kapcsolatos követelményeket, amelyek a környezetnek az egészségre kedvező hatásait biztosíthatják, ártalmas hatásait kiküszöbölhetik. Olyan intézkedéskészlet, amely a fertőzések és a fertőző betegségek megjelenésének megelőzésére szolgál. 

## Területei
- Levegőhigiéné
- Talajhigiéné
- Hulladékkezelés, hulladékgazdálkodás
- Vízhigiéné
- Szennyvizek
- Lakóépületek, lakóterületek higiénéje
- Táplálkozás higiénéje
- Munkaegészségtan
- Sugáregészségtan

## Higiénés ellenőrzés fajtái
- Megelőző: tervszinten lévő beruházás
- Folyamatos: működő létesítmények, tevékenységek évközi folyamatos ellenőrzése
- Alkalmi: szúrópróbaszerű ellenőrzés